# Leichtathletik-Halleneuropameisterschaften 1970
Die 1. Leichtathletik-Halleneuropameisterschaften fanden am 14. und 15. März 1970 in Wien (Österreich) statt. Austragungsort war die Stadthalle.

## Ergebnisse Männer

### 60 m
| Platz | Athlet            | Land | Zeit (s) |
| ----- | ----------------- | ---- | -------- |
| 1     | Walerij Borsow    | URS  | 6,6      |
| 2     | Zenon Nowosz      | POL  | 6,7      |
| 3     | Jarkko Tapola     | FIN  | 6,7      |
| 4     | Alain Sarteur     | FRA  | 6,7      |
| 5     | Juan Carlos Jones | ESP  | 6,7      |
| 6     | Philippe Guillet  | FRA  | 6,8      |

Finale am 14. März

### 400 m
| Platz | Athlet                 | Land | Zeit (s) |
| ----- | ---------------------- | ---- | -------- |
| 1     | Alexander Brattschikow | URS  | 46,8     |
| 2     | Andrzej Badeński       | POL  | 46,9     |
| 3     | Juri Sorin             | URS  | 48,4     |
|       | Jan Balachowski        | POL  | DNF      |

Finale am 15. März

### 800 m
| Platz | Athlet             | Land | Zeit (min) |
| ----- | ------------------ | ---- | ---------- |
| 1     | Jewgeni Arschanow  | URS  | 1:51,0     |
| 2     | Juan Borraz        | ESP  | 1:51,9     |
| 3     | Jože Međimurec     | YUG  | 1:51,9     |
| 4     | Franz-Josef Kemper | FRG  | 1:51,9     |
| 5     | Andrzej Kupczyk    | POL  | 1:52,0     |
| 6     | Colin Campbell     | GBR  | 1:52,0     |
| 7     | Noel Carroll       | IRL  | 1:52,1     |
| 8     | Sergei Krjutschok  | URS  | 1:54,0     |

Finale am 15. März

### 1500 m
| Platz | Athlet              | Land | Zeit (min) |
| ----- | ------------------- | ---- | ---------- |
| 1     | Henryk Szordykowski | POL  | 3:48,8     |
| 2     | Frank Murphy        | IRL  | 3:49,0     |
| 3     | Wolodymyr Pantelej  | URS  | 3:49,8     |
| 4     | Pierre Toussaint    | FRA  | 3:50,2     |
| 5     | Ulf Högberg         | SWE  | 3:50,7     |
| 6     | Jerzy Maluśki       | POL  | 3:53,7     |
| 7     | Edgard Salvé        | BEL  | 3:54,5     |
| 8     | Knut Brustad        | NOR  | 4:00,7     |

Finale am 15. März

### 3000 m
| Platz | Athlet            | Land | Zeit (min) |
| ----- | ----------------- | ---- | ---------- |
| 1     | Ricky Wilde       | GBR  | 7:46,85    |
| 2     | Harald Norpoth    | FRG  | 7:49,50    |
| 3     | Javier Álvarez    | ESP  | 7:52,45    |
| 4     | Nikolai Swiridow  | URS  | 7:54,6     |
| 5     | Werner Girke      | FRG  | 7:56,0     |
| 6     | Emiel Puttemans   | BEL  | 7:57,0     |
| 7     | Jørn Lauenborg    | DEN  | 7:58,2     |
| 8     | Kazimierz Maranda | POL  | 8:07,2     |

Finale am 15. März

### 60 m Hürden
| Platz | Athlet          | Land | Zeit (s) |
| ----- | --------------- | ---- | -------- |
| 1     | Günther Nickel  | FRG  | 7,8      |
| 2     | Frank Siebeck   | GDR  | 7,8      |
| 3     | Guy Drut        | FRA  | 7,8      |
| 4     | Werner Trzmiel  | FRG  | 7,9      |
| 5     | Raimund Bethge  | GDR  | 7,9      |
| 6     | Alexander Demus | URS  | 8,0      |

Finale am 15. März

### 4 × 400 m Staffel
| Platz | Land           | Athleten                                                              | Zeit (min) |
| ----- | -------------- | --------------------------------------------------------------------- | ---------- |
| 1     | Sowjetunion    | Jewgeni Borissenko Juri Sorin Boris Sawtschuk Alexander Brattschikow  | 3:05,9     |
| 2     | Polen          | Jan Werner Stanisław Grędziński Jan Balachowski Andrzej Badeński      | 3:07,5     |
| 3     | BR Deutschland | Dieter Hübner Karl-Hermann Tofaute Ulrich Strohhäcker Helmar Müller   | 3:10,7     |
| 4     | Österreich     | Ekkehard Kolodziejczak Christian Artaker Robert Kropiunik Alfred Wolf | 3:21,6     |

Finale am 14. März

### 2800 m Staffel (2 + 3 + 4 + 5 Runden)
| Platz | Land           | Athleten                                                             | Zeit (min) |
| ----- | -------------- | -------------------------------------------------------------------- | ---------- |
| 1     | Sowjetunion    | Alexander Konnikow Sergei Krjutschok Wladimir Kolesnikow Iwan Iwanow | 6:18,0     |
| 2     | Polen          | Edmund Borowski Stanisław Waśkiewicz Kazimierz Wardak Eryk Żelazny   | 6:18,8     |
| 3     | BR Deutschland | Horst Haßlinger Lothar Hirsch Manfred Henne Ingo Sensburg            | 6:19,6     |
| 4     | Frankreich     | Christian Nicolau Gilles Bertould Guy Taillard Gérard Colin          | 6:20,2     |

Finale am 15. März

### Hochsprung
| Platz | Athlet               | Land | Höhe (m) |
| ----- | -------------------- | ---- | -------- |
| 1     | Walentin Gawrilow    | URS  | 2,20     |
| 2     | Gerd Dührkop         | GDR  | 2,17     |
| 3     | Șerban Ioan          | ROU  | 2,17     |
| 4     | Sergei Mospanow      | URS  | 2,14     |
| 5     | Luis María Garriga   | ESP  | 2,14     |
| 6     | Waleri Skworzow      | URS  | 2,14     |
| 7     | Wojciech Gołębiowski | POL  | 2,11     |
| 8     | Thomas Zacharias     | FRG  | 2,11     |

Finale am 15. März

### Stabhochsprung
| Platz | Athlet                | Land | Höhe (m) |
| ----- | --------------------- | ---- | -------- |
| 1     | François Tracanelli   | FRA  | 5,30     |
| 2     | Kjell Isaksson        | SWE  | 5,25     |
| 3     | Wolfgang Nordwig      | GDR  | 5,20     |
| 4     | Christos Papanikolaou | GRE  | 5,00     |
| 5     | Heinfried Engel       | FRG  | 5,00     |
| 6     | Hennadij Blesnizow    | URS  | 5,00     |
| 7     | Mike Bull             | GBR  | 5,00     |
| 8     | Tadeusz Olszewski     | POL  | 4,90     |

Finale am 15. März

### Weitsprung
| Platz | Athlet             | Land | Weite (m) |
| ----- | ------------------ | ---- | --------- |
| 1     | Tõnu Lepik         | URS  | 8,05      |
| 2     | Klaus Beer         | GDR  | 7,99      |
| 3     | Rafael Blanquer    | ESP  | 7,92      |
| 4     | Hermann Latzel     | FRG  | 7,91      |
| 5     | Igor Ter-Owanesjan | URS  | 7,89      |
| 6     | Henrik Kalocsai    | HUN  | 7,73      |
| 7     | Vasile Sărucan     | ROU  | 7,69      |
| 8     | Leonid Barkowskyj  | URS  | 7,68      |

Finale am 15. März

### Dreisprung
| Platz | Athlet           | Land | Weite (m) |
| ----- | ---------------- | ---- | --------- |
| 1     | Wiktor Sanejew   | URS  | 16,95     |
| 2     | Jörg Drehmel     | GDR  | 16,74     |
| 3     | Șerban Ciochină  | ROU  | 16,47     |
| 4     | Michael Sauer    | FRG  | 16,39     |
| 5     | Zoltán Cziffra   | HUN  | 16,35     |
| 6     | Carol Corbu      | ROU  | 16,35     |
| 7     | Giuseppe Gentile | ITA  | 16,12     |
| 8     | Serge Firca      | FRA  | 16,01     |

Finale am 15. März

### Kugelstoßen
| Platz | Athlet                   | Land | Weite (m) |
| ----- | ------------------------ | ---- | --------- |
| 1     | Hartmut Briesenick       | GDR  | 20,22     |
| 2     | Heinz-Joachim Rothenburg | GDR  | 19,70     |
| 3     | Pierre Colnard           | FRA  | 18,96     |
| 4     | Yves Brouzet             | FRA  | 18,87     |
| 5     | Eduard Guschtschin       | URS  | 18,39     |
| 6     | Thord Carlsson           | SWE  | 18,33     |
| 7     | Ivan Ivančić             | YUG  | 18,15     |
| 8     | Arnjolt Beer             | FRA  | 18,03     |

Finale am 15. März

## Ergebnisse Frauen

### 60 m
| Platz | Athletin               | Land | Zeit (s) |
| ----- | ---------------------- | ---- | -------- |
| 1     | Renate Meißner         | GDR  | 7,4      |
| 2     | Sylviane Telliez       | FRA  | 7,5      |
| 3     | Wilma van den Berg     | NED  | 7,5      |
| 4     | Nadeschda Besfamilnaja | URS  | 7,6      |
| 5     | Mirosława Sarna        | POL  | 7,6      |
| 6     | Annegret Irrgang       | FRG  | 7,6      |

Finale am 15. März

### 400 m
| Platz | Athletin          | Land | Zeit (s) |
| ----- | ----------------- | ---- | -------- |
| 1     | Marilyn Neufville | GBR  | 53,0     |
| 2     | Christel Frese    | FRG  | 53,1     |
| 3     | Colette Besson    | FRA  | 53,6     |
| 4     | Karin Lundgren    | SWE  | 53,8     |

Finale am 14. März

### 800 m
| Platz | Athletin           | Land | Zeit (min) |
| ----- | ------------------ | ---- | ---------- |
| 1     | Maria Sykora       | AUT  | 2:07,0     |
| 2     | Ljudmila Bragina   | URS  | 2:07,5     |
| 3     | Zofia Kołakowska   | POL  | 2:07,6     |
| 4     | Ilja Keizer        | NED  | 2:07,7     |
| 5     | Ljudmila Safronowa | URS  | 2:07,9     |
| 6     | Swetla Slatewa     | BUL  | 2:08,6     |
| 7     | Coro Fuentes       | ESP  | 2:09,0     |
| 8     | Hildegard Janze    | FRG  | 2:09,5     |

Finale am 15. März

### 60 m Hürden
| Platz | Athletin                | Land | Zeit (s) |
| ----- | ----------------------- | ---- | -------- |
| 1     | Karin Balzer            | GDR  | 8,2      |
| 2     | Lija Chytrina           | URS  | 8,2      |
| 3     | Teresa Sukniewicz       | POL  | 8,5      |
| 4     | Teresa Nowak            | POL  | 8,5      |
| 5     | Mieke Sterk             | NED  | 8,6      |
| 6     | Iwanka Koschnitscharska | BUL  | 8,8      |

Finale am 15. März

### 4 × 200 m Staffel
| Platz | Land           | Athletinnen                                                                | Zeit (min) |
| ----- | -------------- | -------------------------------------------------------------------------- | ---------- |
| 1     | Sowjetunion    | Nadeschda Besfamilnaja Wera Popkowa Galina Bucharina Ljudmila Samotjossowa | 1:35,7     |
| 2     | BR Deutschland | Elfgard Schittenhelm Annelie Wilden Marianne Bollig Annegret Kroniger      | 1:37,6     |
| 3     | Österreich     | Maria Sykora Brigitte Ortner Christa Kepplinger Hanni Burger               | 1:40,8     |

Finale am 14. März

### 2000 m Staffel (1 + 2 + 3 + 4 Runden)
| Platz | Land           | Athletinnen                                                                 | Zeit (min) |
| ----- | -------------- | --------------------------------------------------------------------------- | ---------- |
| 1     | Frankreich     | Sylviane Telliez Mireille Testanière Colette Besson Nicole Duclos           | 4:58,4     |
| 2     | BR Deutschland | Elfgard Schittenhelm Heidi Gerhard Christa Merten Jutta von Haase           | 5:01,1     |
| 3     | Sowjetunion    | Ljudmila Golomasowa Olga Klein Nadeschda Kolesnikowa Swetlana Moschtschenok | 5:02,2     |
| 4     | Österreich     | Brigitte Ortner Maria Sykora Sissy Brandnegger Monika Bouchal               | 5:20,8     |

Finale am 15. März

### Hochsprung
| Platz | Athletin          | Land | Höhe (m) |
| ----- | ----------------- | ---- | -------- |
| 1     | Ilona Gusenbauer  | AUT  | 1,88     |
| 2     | Cornelia Popescu  | ROU  | 1,82     |
| 3     | Rita Schmidt      | GDR  | 1,82     |
| 4     | Jordanka Blagoewa | BUL  | 1,82     |
| 5     | Snežana Hrepevnik | YUG  | 1,76     |
| 6     | Danuta Berezowska | POL  | 1,76     |
| 7     | Magdolna Komka    | HUN  | 1,73     |
| 8     | Nina Brynzewa     | URS  | 1,73     |

Finale am 15. März

### Weitsprung
| Platz | Athletin             | Land | Weite (m) |
| ----- | -------------------- | ---- | --------- |
| 1     | Viorica Viscopoleanu | ROU  | 6,56      |
| 2     | Heide Rosendahl      | FRG  | 6,55      |
| 3     | Mirosława Sarna      | POL  | 6,54      |
| 4     | Burghild Wieczorek   | GDR  | 6,53      |
| 5     | Tatjana Bytschkowa   | URS  | 6,38      |
| 6     | Meta Antenen         | SUI  | 6,36      |
| 7     | Mária Devinská       | TCH  | 6,36      |
| 8     | Ann Wilson           | GBR  | 6,33      |

Finale am 14. März

### Kugelstoßen
| Platz | Athletin              | Land | Weite (m) |
| ----- | --------------------- | ---- | --------- |
| 1     | Nadeschda Tschischowa | URS  | 18,60     |
| 2     | Hannelore Friedel     | GDR  | 18,39     |
| 3     | Marita Lange          | GDR  | 18,09     |
| 4     | Irina Solonzowa       | URS  | 17,99     |
| 5     | Iwanka Christowa      | BUL  | 17,58     |
| 6     | Antonina Iwanowa      | URS  | 17,54     |
| 7     | Marlene Fuchs         | FRG  | 16,71     |
| 8     | Mary Peters           | GBR  | 15,70     |

Finale am 15. März